# Or ha-Ner
Or ha-Ner (hebrejsky אוֹר הַנֵּר, doslova „Světlo svíčky“, v oficiálním přepisu do angličtiny Or HaNer) je vesnice typu kibuc v Izraeli, v Jižním distriktu, v Oblastní radě Ša'ar ha-Negev.

## Geografie
Leží v nadmořské výšce 60 metrů v pobřežní nížině, v regionu Šefela, nedaleko severního okraje pouště Negev. Severně od vesnice se nachází soutok potoků Nachal Bror a Nachal Šikma. Jihovýchodně od obce dále do Nachal Šikma přitéká vádí Nachal Hoga s přítokem Nachal Nir'am. Západně od kibucu do Nachal Šikma od jihu ještě ústí u pahorku Tel Ma'arat Aza krátká vádí Nachal Ner a Nachal Mardim. Od severu sem přitéká Nachal Sumsum.
Obec se nachází 11 kilometrů od břehu Středozemního moře, cca 60 kilometrů jihojihozápadně od centra Tel Avivu, cca 65 kilometrů jihozápadně od historického jádra Jeruzalému a 4 kilometry severně od města Sderot. Or ha-Ner obývají Židé, přičemž osídlení v tomto regionu je etnicky převážně židovské. 4 kilometry jihozápadním směrem ale začíná pásmo Gazy s početnou arabskou (palestinskou) populací.
Or ha-Ner je na dopravní síť napojen na východní straně pomocí lokální silnice číslo 232, na západní straně pak pomocí dálnice číslo 34.

## Dějiny
Or ha-Ner byl založen v roce 1957. Zakladateli kibucu byla skupina Židů z jižní Ameriky (Argentina a Uruguay) napojená na sionistické hnutí ha-Bonim Dror. Do Izraele se přistěhovali v roce 1952 a několik let pak provizorně pobývali v Giv'ot Zaid (poblíž dnešního Kirjat Tiv'on) v severním Izraeli. Připojila se k nim i skupina Židů původem z Turecka, kteří v Izraeli žili od roku 1949. V nynější lokalitě se usadili krátce po Suezské krizi, na základě výzvy tehdejšího izraelského předsedy vlády Davida Ben Guriona. Na místě se k nim přidalo dalších 30 židovských přistěhovalců z Argentiny. Kibuc Or ha-Ner zbudovali na svátky sukot roku 1957.
Během války za nezávislost v roce 1948 zanikla arabská vesnice Nadžd, jež do té doby stála nedaleko dnešního kibucu. Jméno kibucu odkazuje na tradici zapalování světel zmiňovanou v Talmudu.
Zpočátku byla místní ekonomika orientována zcela na zemědělství. Od 70. let 20. století přibyl průmyslový podnik Orinet na zpracování kovů, který je nyní hlavním zdrojem příjmů kibucu. Zemědělství nadále zůstává významným odvětvím místního hospodářství (pěstování brambor, polních plodin či bavlny, produkce mléka). V kibucu funguje zařízení předškolní péče o děti. Dále je tu k dispozici plavecký bazén a sportovní areály.

## Demografie
Podle údajů z roku 2014 tvořili naprostou většinu obyvatel v Or ha-Ner Židé (včetně statistické kategorie „ostatní“, která zahrnuje nearabské obyvatele židovského původu ale bez formální příslušnosti k židovskému náboženství).
Jde o menší obec vesnického typu s dlouhodobě rostoucí populací. K 31. prosinci 2014 zde žilo 687 lidí. Během roku 2014 populace stoupla o 3,6 %.
| Rok            | 1961 | 1972 | 1983 | 1995 | 2001 | 2003 | 2004 | 2005 | 2006 | 2007 | 2008 | 2009 | 2010 | 2011 | 2012 | 2013 | 2014 |
| -------------- | ---- | ---- | ---- | ---- | ---- | ---- | ---- | ---- | ---- | ---- | ---- | ---- | ---- | ---- | ---- | ---- | ---- |
| Počet obyvatel | 188  | 271  | 340  | 352  | 378  | 389  | 382  | 456  | 475  | 486  | 476  | 418  | 414  | 466  | 612  | 663  | 687  |